# Szent Lidwina
Schiedami Szent Lidwina (hollandul: Liduina van Schiedam), más írásmóddal Lidvina, Lydwine, Lydwid, Lidwid, Liduina (Schiedam, 1380. március 18. – Schiedam, 1433. április 14.) szentként tisztelt középkori németalföldi nő.

## Élete
A mai Hollandia területén született 1380-ban. A keresztségben kapott neve „sokat szenvedőt” jelent, amely valóban illett később életére. Édesapja elszegényedett nemes volt, ennek ellenére Lidwina gyermekkora boldogságban és békességben telt. 15 éves korában gyertyaszentelő napján kiment megnézni a környékbeli korcsolyázókat. Az egyik korcsolyázó leány azonban vigyázatlanul nekiment, feldöntötte, Lidwina pedig esésében egy bordáját eltörte, és egész életére nyomorék maradt. Állapota folyamatosan rosszabbodottː nem csak fájdalmait nem tudták csillapítani az orvosok, hanem a 4. év után véglegesen betegágyba kényszerült. A törött borda befelé gennyesedett el, és lassan Lidwina mindegyik szervét megmérgezte. A belső szervek romlása több helyen iszonyú sebekben tört, más sebek a felfekvés következtében alakultak ki. Jobb válla és karja állítólag annyira elroncsolódott, hogy csak az inak tartották össze, a csont pedig kilátszott. Egy idő után egyik szemére megvakult, a másik szeme pedig begyulladt, és nem bírta elviselni a világosságot.
Amíg éltek a szülei, azok ápolták. Haláluk után egyik testvérének leánya, Petronilla. Egy alkalommal a burgundi herceg járt Scheidam városában és lakomája alatt említették az orvosok neki a szerencsétlen Lidwinát. A kíséret néhány durvalelkű, kíváncsi embere személyesen is elment megnézni a nyomorék nőt. Lidwinához érve ahelyett, hogy együttérzésüket fejezték volna ki, gúnyolódni kezdtek, a beteg védelmére siető kis Petronillát pedig ellökték az ágytól. Petronilla szerencsétlen esésében eltölte a lábát, majd hamarosan elhunyt. Ezután egy unokaöccse gondozta Lidwinát.

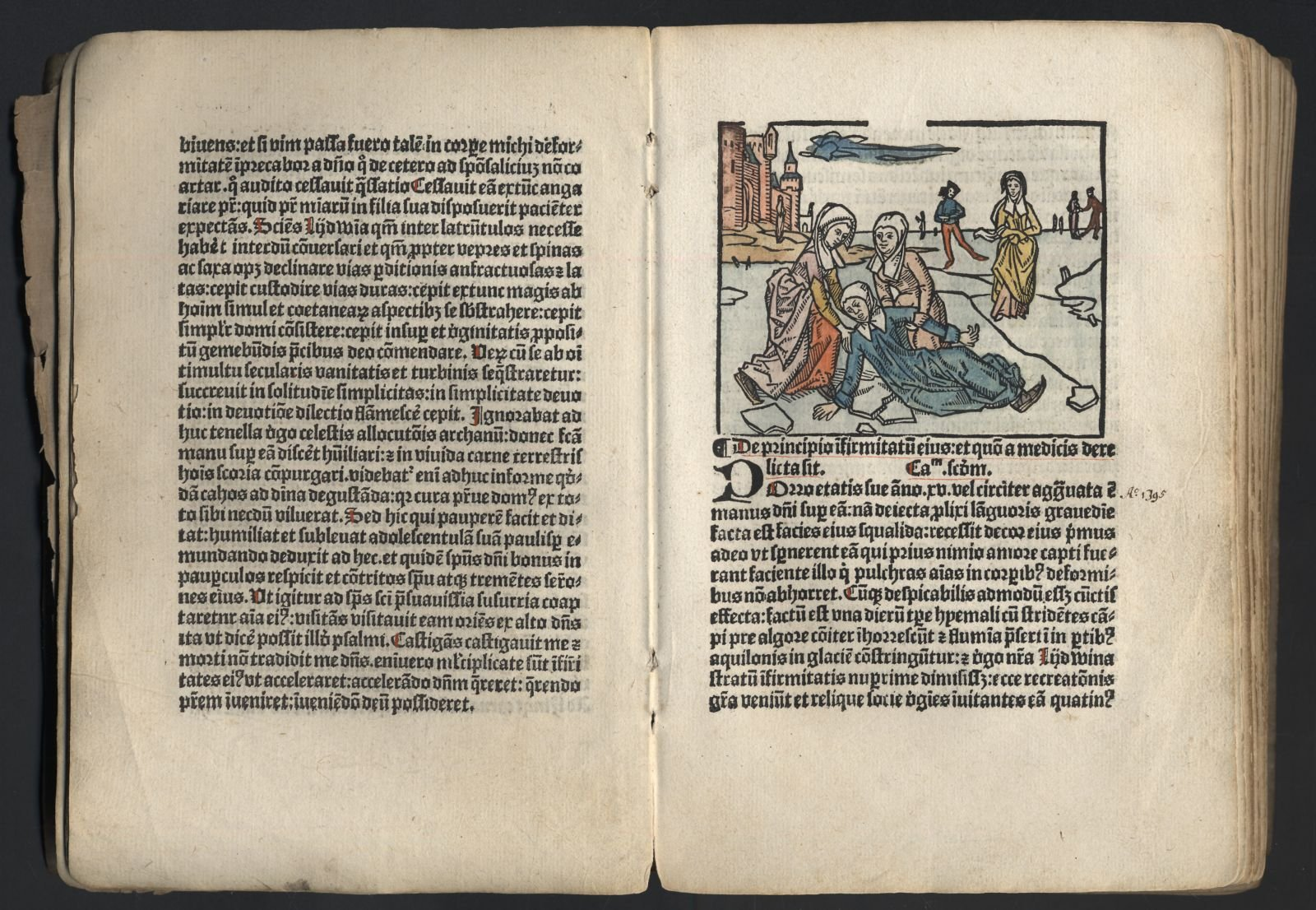
Johannes Brugman 1498-as könyve Lidwina életéről (Vita alme virginis Liidwine)

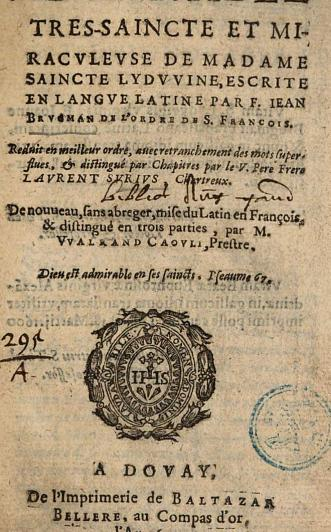
A Brugman-könyv egy 1601-es kiadása

Nagy szenvedést jelentett a szegénység Lidwinánakː az ágyhuzata szétszakadozott, a tollak sebeibe ragadtak, új ágyhuzatot pedig nem tudott venni. Ezért egy idő után szalmára rakták át, majd puszta deszkán volt kénytelen aludni. A téli hidegben egy ízben a könnyek az arcára fagytak, más alkalommal ápolói nem vették észre, hogy lába a tüzes szénen maradtak. Szinte érthetetlen, hogy hogyan maradhatott 38 éves keresztül életben a rendkívüli nyomorúságban. Minden bizonnyal nagy lelki erőt jelentett a kezdeti leánybarátok reménytelen vigasztalása után egy pap, aki beszélt neki Krisztus szenvedéseiről, és Lidwina is elmélkedésekbe kezdett. Emellett időről-időre elragadtatásokba kezdett esni, melyekről így nyilatkozott egy látogatójánakː „Persze, hogy nagyon szenvedek. És ha az Úr nem tartana föl vigasztalásaival, nem bírnám. Az én gyönge erőm összetörne a fájdalom alatt. De az Ő irgalmából minden éjjel elragadtatom a mennyországi örömek közé egy órára vagy hosszabb időre is, s az a boldogság nemcsak elviselhetővé, de örvendetessé teszi a szenvedést.” Emlegette, hogy voltak évei, amikor úgy elárasztotta az Úr kegyelme, hogy semmit sem kérhetett, amit meg nem kapott volna. Ugyanakkor úgy vélekedett, hogy haz egy Üdvözlégy elmondásának segítségével meg tudnak szabadulni betegségétől, akkor sem kérné ezt. Szenvedéseit elhunyt édesapjáért és édesanyjáért ajánlotta fel.
Sokszor látta őrangyalát is, és elragadtatások után jó illat töltötte el kamráját, amelyet a látogatók is megéreztek. Egy idő után egyre több látogató kezdte felkeresni, akikre nagy hatást tettek a beteg lelkiséggel telt gondolatai. Azt a kevés ruhát, edényt, és pénzt, amit a szüleitől örökölt, a szegyéneknek adta. Ugyancsak másoknak küldte el, ha időnként jobb minőségű ételhez, borhoz, sörhöz jutott alamizsnaként. 
Élete vége felé gyakran jelent meg a beteg előtt egy rózsatő, amely kis növényből folyamatosan növekedett. A legenda szerint őrangyalától tudta meg, hogy a rózsa virágba borulásakor fog érte jönni az Úr (azaz ekkor fogja érni a halál). 1433 húsvétja előtt már csak egy-két virág hiányzott a rózsából. Lidwina a húsvéti alleluját még csak elragadtatásában hallotta, majd húsvét keddjén, 1433. április 14-én 53 éves korában hunyt el. A katolikus egyház szentként tiszteli, és halála napján üli ünnepét.

## Legendák életéből
- Egy éjjel látomásában meredek hegy lábánál állva látta Lidwina Balduin van der Valdet, a egyik szomszédos falu sekrestyését. Valde hiába erőlködött, nem bírt a hegyre fölmászni. Ldwina odament hozzá, és fölsegítette nagy erőlködéssel. Másnak reggel hallotta gyóntatójától, hogy az éjszaka elhunyt Balduin sekrestyés.
- Egyik testvére halála után összes megtakarított pénzét, 8 forintot az adóssággal terhelt gyermekekre hagyta. A feljegyzések szerint azonban nem volt elég a pénz, ezért újra Lidwinához jöttek a kis koldusok segítségért, aki az üres pénztárcában ismét – egy kicsivel több mint – 8 forintot talált. Lidwina Jézus kasszájának nevezte el ekkor az erszényt, és a szegényeknek ezután röviden időn belül csodálatos módon 40 forintot osztott ki belőle.